# Лінь Цзюньцзе
Лінь Цзюньцзе (кит. спр. 林俊傑, піньїнь: Lín Jùnjié; нар. 21 березня 1981), також відомий як JJ Lin — сингапурский поп-співак.

## Біографія
Лінь народився у Сингапурі, перед тим як почати кар'єру співака закінчив Англо-Китайську школу і Коледж Святого Андрія, після чого поїхав на Тайвань. Лінь Цзюньцзе говорить і співає англійською, на діалекті хакка китайської мови, офіційною китайською і кантонським диалектом китайської мови. Повернувшись у Сингапур у 2004 році, він був запрошений виступати на параді у честь дня незалежності. Після цього його популярність стала стрімко зростати, зркрема його пісні, такі так «Mu Nai Yi»（木乃伊）стали використовувати у фільмах і серіалах. Брав участь у конкурсах Singapore Hit Awards 2004 і 2005 року. У 2006 року вийшов альбом Цао Цао, присвячений відомому китайському герою. Менше чим за тиждень було продано понад 1 мільйон копій. Альбом успішно продавався на терені всієї Азії.
У липні 2007 він потрапив у книгу рекордів Гіннесса, підписавши 3052 диски за 2 години і 30 хвилин, таким чином середній час на один підпис склав 2,9 секунди.

## Альбоми
Лінь Цзюньцзе випустив 11 альбомів.
| Дата випуску    | Назва                                                                      |
| --------------- | -------------------------------------------------------------------------- |
| 10 квітня 2003  | - Music Voyager 樂行者                                                     |
| 8 червня 2004   | - Second Heaven 第二天堂                                                   |
| 1 квітня 2005   | - No. 89757 編號89757                                                      |
| 17 лютого 2006  | - Cao Cao 曹操                                                             |
| 29 грудня 2006  | - Just JJ World Tour DVD 就是俊傑 世界巡迥演唱會                           |
| 29 червня 2007  | - West Side 西界                                                           |
| 18 жовтня 2008  | - Sixology JJ陸                                                            |
| 18 грудня 2009  | - 100 Days 100 天                                                          |
| 8 грудня 2010   | - She Says 她說                                                            |
| 13 січня 2013   | - JJ Love & Dance Hit Songs [Архівовано 4 березня 2016 у Wayback Machine.] |
| 13 березня 2013 | - Stories Untold [Архівовано 4 березня 2016 у Wayback Machine.] 因你 而在  |